# Жур, Виталий Иванович
Жур Виталий Иванович (13 марта 1931, Кривой Рог — 3 марта 1973, Кривой Рог, Днепропетровская область) — советский боксёр и тренер по боксу, спортивный организатор. Мастер спорта СССР.

## Биография
Родился 13 марта 1931 года в городе Кривой Рог.
В 1954—1956 годах — токарь на заводе «Криворожсталь». В 1956—1959 годах — тренировал боксёров из РСФСР. С 1959 года — председатель совета коллектива физкультуры СевГОКа (Кривой Рог).
В 1960-х годах — токарь на Центральном ГОКе.
В 1965 году окончил Днепропетровский техникум физкультуры.
Умер 3 марта 1973 года в Кривом Роге.

## Спортивная карьера
Боксом занимался с 1948 года.
Неоднократный чемпион УССР по боксу (в т.ч. 1964), финалист первенства СССР (1964), победитель зонального чемпионата СССР (1967), член олимпийской сборной СССР.
За тренерскую карьеру подготовил ряд спортсменов, в числе которых Виктор Алтухов, Евгений Романов, Василий Бабинский, Николай Корнев, мастера спорта Анатолий Гострый и Валерий Новиков.
Создал секции бокса во дворце спорта ЦГОК, СевГОК.

## Память
- С 1999 года в Кривом Роге проводится международный турнир по боксу имени Виталия Жура[2][1].